# Sepioteuthis sepioidea
Sepioteuthis sepioidea (Blainville, 1823) è un mollusco cefalopode appartenente alla famiglia Loliginidae.

## Distribuzione e habitat
Proviene dalle barriere coralline dell'oceano Atlantico: si trova nel golfo del Messico e nel mar dei Caraibi. Si può trovare fino a 20 m di profondità nelle zone ricche di vegetazione acquatica, in particolare Thalassia testudinum, e di coralli.

## Descrizione
La lunghezza media è di circa 12 cm. La colorazione è molto variabile, prevalentemente marrone chiara, con però diverse zone più pallide. Gli occhi sono grandi e il corpo allungato. Possono cambiare colore rapidamente se spaventati. Le pinne sono lunghe circa quanto il corpo.

## Biologia

### Comportamento
Forma gruppi che possono essere composti anche da decine di esemplari. Può emettere inchiostro per confondere i predatori.

### Alimentazione
È carnivoro e si nutre sia di piccoli pesci che di invertebrati acquatici come gamberetti.

### Predatori
È spesso preda di Mycteroperca venenosa, Epinephelus striatus, Caretta caretta e alcuni squali.

### Riproduzione
Come molti altri cefalopodi si riproducono una sola volta e muoiono poco dopo la riproduzione. Le uova vengono attaccate alle rocce o in conchiglie, in luoghi dove non siano facilmente individuabili dai predatori.
Raggiunge la maturità sessuale quando ha una lunghezza intorno ai 9 cm.

## Note

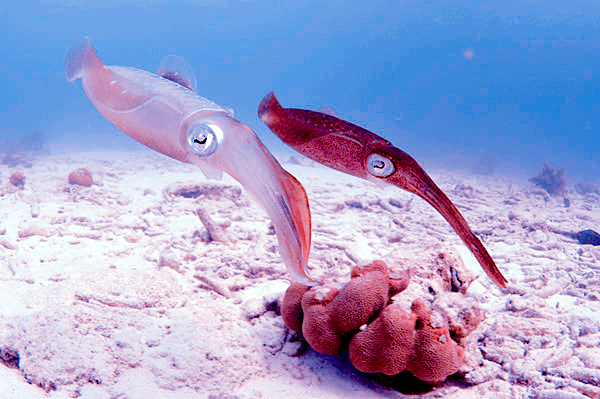
Due esemplari di colore diverso